# Zbigniew Czarnuch
Zbigniew Czarnuch (ur. 18 marca 1930 w Lututowie, zm. 22 września 2024) – historyk, pedagog, działacz społeczny.

## Życiorys
Dzieciństwo spędził w Lututowie, Raduczycach i Dębinie w gminie Osjaków. W 1945 przybył do Witnicy, w której jego ojciec Jan został mianowany burmistrzem (był nim do 1948). W młodości jako harcerz uczestniczył gorliwie w zacieraniu śladów niemczyzny w mieście, zamalowując je farbą i odkuwając młotkiem. Po maturze studiował historię na Uniwersytecie im. Adama Mickiewicza w Poznaniu, potem na Uniwersytecie Warszawskim.
Po ukończeniu studiów pracował w Zielonej Górze. Propagator idei harcerskich drużyn przypodwórkowych, czyli mających powiązania z rodzicami harcerzy. Z nurtu tego wywodził się teatr Cyrk Cudaków. Podczas pracy w zielonogórskim Domu Kultury Dzieci i Młodzieży, Szkole Podstawowej nr 13 i Liceum Ogólnokształcącym nr 21 (dyrektor 1964–1968) przy ul. Chopina szukając metod wychowania w etosie obywatelskim i poprzez kulturę, w 1957 założył szczep harcerski Makusyny (im. Kornela Makuszyńskiego), polemiczny wobec walterowców, który prowadził do 1968. Z drużyną Makusynów współpracowali m.in. Wanda Chotomska i Jerzy Litwiniuk. Czarnuch był pomysłodawcą odbudowy zamku Schönaichów w Siedlisku, wykorzystywanego następnie jako baza obozów harcerskich.
Po konflikcie z kadrą pedagogiczną w 1968 wyjechał do Poznania, gdzie współpracował z Heliodorem Muszyńskim, następnie przez kilka lat pracował w Głównej Kwaterze ZHP w Warszawie, prowadząc Wydział Dokumentacji i Informacji i kształcąc kadrę harcerską w Centralnej Szkole Instruktorów ZHP. Na Wydziale Pedagogicznym Uniwersytetu Warszawskiego prowadził zajęcia z metodyki harcerskiej, współpracując z prof. Wincentym Okoniem. W warszawskim Ośrodku TVP w latach 1972–1973 zainicjował i prowadził program dla dzieci „Sekretarzyk rodzinny”.
Będąc potem dyrektorem szkoły w Lesku podjął próbę opracowania koncepcji szkoły środowiskowej uznającej lokalną tradycję kultury ukraińskiej. Pracował także w Mokobodach, Czarnej i Niwiskach.
Tuż przed wprowadzeniem stanu wojennego w 1981 powrócił do Witnicy i pozostał tam na stałe. Nauczał historii w miejscowej szkole średniej. W 1985 przyczynił się do utworzenia Towarzystwa Przyjaciół Witnicy, wybrano go także jego prezesem. We współpracy z dawnymi niemieckimi mieszkańcami miasteczka założył Izbę Regionalną – początek miejskiego muzeum, wyposażonego głównie w eksponaty stanowiące własność Czarnucha lub zdobyte dzięki jego staraniom. Jako rzecznik polsko-niemieckiego zbliżenia Zbigniew Czarnuch zainicjował utworzenie Polsko-Niemieckiego Stowarzyszenia Educatio Pro Europa Viadrina, działającego w euroregionie o tej nazwie. Organizuje podróże studialne po pograniczu. Uważa teraz, że niszcząc w młodości niemieckie napisy – „wpadł w pułapkę historii”. Jest inicjatorem i (z Dariuszem Rymarem) współzałożycielem oraz członkiem redakcji ukazującego się od 1994 w Gorzowie Wielkopolskim „Nadwarciańskiego Rocznika Historyczno-Archiwalnego”. Przez wiele lat był członkiem redakcji regionalnego czasopisma „Trakt. Warta–Odra”.
W październiku 2009 za wytrwałe działanie na rzecz porozumienia polsko-niemieckiego otrzymał nagrodę im. Georga Dehio (Georg-Dehio-Kulturpreis) ufundowaną przez Niemieckie Forum Kulturalne ds. Europy Wschodniej. Członek korespondent berlińskiego stowarzyszenia Landersgeschichtlichen Vereinigung für die Mark Brandenburg. W latach 1994–1995 stworzył Park Drogowskazów i Słupów Milowych Cywilizacji w Witnicy.
Sylwetce Zbigniewa Czarnucha oraz jego działalności poświęcono publikacje Muzeum Ziemi Lubuskiej: Zbigniew Czarnuch (2014) i Makusyny – zielonogórscy harcerze ze szczepu im. Kornela Makuszyńskiego (katalog wystawy) (2010).
Został pochowany na cmentarzu w Witnicy. Uroczystości pogrzebowe miały charakter świecki.

## Nagrody i odznaczenia
Laureat wielu odznaczeń, nagród i wyróżnień za krzewienie historii i kultury lokalnej, takich jak m.in.:
- Krzyż Kawalerski Orderu Odrodzenia Polski (1987)
- Złoty i Srebrny Krzyż Zasługi
- Medal Komisji Edukacji Narodowej (1988)
- Odznaka 1000-lecia Państwa Polskiego (1966)
- Odznaka honorowa „Zasłużony dla Kultury Polskiej” (2010)
- Order Uśmiechu, za pracę pedagogiczną z dziećmi i młodzieżą[7]
- Złota Odznaka „Za opiekę nad zabytkami”[13]
- Odznaka honorowa za „Zasługi dla Województwa Lubuskiego” (2009)[23]
- Honorowy Kustosz Muzeum Ziemi Lubuskiej w Zielonej Górze (2005)[24]
- Lubuska Nagroda Kulturalna
- Honorowy Obywatel Fromborka, Zielonej Góry (2004) i Witnicy (2007)
- I nagroda III edycji Nagrody im. Aleksandra Patkowskiego przyznawanej przez Muzeum Okręgowe w Sandomierzu, za szczególne osiągnięcia w dziedzinie regionalistyki (2000)[2][25]
- statuetka „Kamienia milowego” miesięcznika „Puls”, przyznana za upartą budowę społeczeństwa obywatelskiego (2004)
- Nagroda „Ziemi Gorzowskiej” (1990)
- Nagroda kulturalna im. Georga Dehio (Niemcy, 2009)
- Medal Persona Euroregionu Pro Europa Viadrina (2001)

## Prace
Zbigniew Czarnuch był autorem wielu publikacji poświęconych Witnicy i regionowi. Bibliografia prac pedagogicznych, regionalnych oraz innych jego autorstwa lub współautorstwa liczy ponad 300 pozycji m.in.:
- Błota Warciańskie: kilka odsłon fenomenu doliny dolnej Warty. Górzyca 2007. ISBN 978-83-89961-14-3.
- Kościół w Dąbroszynie: panteon chwały rodów szlachty Dąbroszyńskiej. Gorzów 2003. ISBN 83-88784-66-8.
- Niebezpieczne drogi i podejrzani młynarze. Gorzów 2000. ISBN 83-909122-4-4.
- Wspomnienia, relacje, listy i rozmowy Witniczan. Witnica 1994. ISBN 83-903082-0-7.
- Niemcy opuszczają Witnicę: Witnica: Towarzystwo Przyjaciół Witnicy, 1989. OCLC 834073514.
- Awers i rewers, w: Damian Kasprzyk (red.), Kim jesteś, regionalisto?, Łódź, 2012. ISBN 978-83-932014-4-0.